# Крушение мира
«Крушение мира» (название в прокате, дословный перевод — «Грипп богатых», англ. Rich Flu) — испанский фильм-катастрофа режиссёра Гальдера Гастелу-Уррутии по сценарию Педро Риверо, самого Гастелу-Уррутии и Давида Десола. Показ на кинофестивале в Сиджесе состоялся 6 октября 2024 года, премьера в кинотеатрах Испании — 24 января 2025 года.

## Сюжет
Неизвестная болезнь начинает убивать богатейших людей на Земле, сначала миллиардеров, затем мультимиллионеров, затем миллионеров и так далее. Внезапно самые влиятельные люди мира оказывается под угрозой — один за другим они умирают от неизвестного вируса, поражающего только богатых. Чем богаче человек, тем меньше у него шансов избежать заражения. Люди по всему миру впадают в панику, пытаясь судорожно избавиться от активов, которые теперь очень опасны. Чтобы выжить, они заполняют рынок товарами, на которые уже нет спроса. Планета погружается в хаос, привычный миропорядок рушится.
Именно в этот момент босс амбициозной карьеристки Лауры переписывает ей внушительный пакет акций, после чего она становится сказочно богатой. Вскоре и она понимает, в чём кроется дьявол, и также норовит скинуть новые активы на своего ассистента. Но, увидев, к чему приводят излишнее состояние и несметные богатства, он принимает правила игры и не даёт себя обмануть. Теперь, чтобы спасти себя и близких, ей нужно разобраться, что происходит, и понять, кому выгодно крушение привычного мира.
Она вылетает из Лондона в Испанию, в поместье своей матери Марты, куда собрались её бывший муж Тони и дочь Анна. Жители деревни знают о роде её занятий и, чтобы не навлечь на себя беду, прогоняют всю семью. На небольшом катере они плывут в открытое море, где Марта предлагает направиться в Африку, к одному своему хорошему знакомому. По их курсу следуют многие богачи на дорогих яхтах и катерах. Однажды ночью они натыкаются на обломки лодки и спасают молодую беженку. Когда они добираются до измученной гражданской войной Ливии, они сталкиваются с настоящими трудностями, и их мытарства и испытания только начинаются.

## В ролях
- Мэри Элизабет Уинстэд — Лаура[2]
- Рейф Сполл — Тони, муж Лауры[2]
- Лоррейн Бракко — Марта
- Дикси Эгерикс — Анна, дочь Лауры[2]
- Джона Хауэр-Кинг — Себастьян Снейл-младший
- Тимоти Сполл — Себастьян Снейл-старший[3]
- Сезар Домбой — Кристиан
- Дайана Эсебе — Йолин
- Рихард Заммель — Вон Виллебранд

## Производство
Испанский режиссёр Гальдер Гастелу-Уррутия объявил о производстве своего второго фильма «Грипп богатых» после успеха своего дебютного фильма «Платформа», исследующего темы социального неравенства. Продюсерами фильма стали Пабло Ларраин и Хуан де Диос Ларраин, а сценарий к нему написали Педро Риверо, Гальдер Гастелу-Уррутия и Давид Десола. Фильм был официально анонсирован в 3 февраля 2022 года.
Изначально планировалось, что в фильме снимутся Розамунд Пайк, Даниэль Брюль и Маколей Калкин, однако впоследствии они покинули проект из-за плотного графика съёмок. В итоге в фильме снялись Мэри Элизабет Уинстэд, Тимоти Сполл, Рейф Сполл, Лоррейн Бракко, Дикси Эгерикс, Джона Хауэр-Кинг, Сезар Домбой, Дайана Эсебе и Рихард Заммель. Съёмки фильма начались осенью 2022 года, они проходят в Барселоне, на Фуэртевентуре и в Сенегале.
11 сентября 2024 года состоялся закрытый показ фильма для дистрибьюторов в рамках кинофестиваля в Торонто. Мировая премьера состоится 7 октября 2024 года на кинофестивале в Сиджесе.

## Восприятие
Фильм был представлен в 16 номинациях шорт-листа испанской национальной кинопремии «Гойя».
Франк Арнольд из epd Film оценил фильм на три звезды из пяти. По его мнению, тот выглядит сильно вторичным после вышедшего 37 лет назад «Съешь богатых» на схожую тему. Как отмечает критик, начавшись в качестве едкой социальной сатиры, в дальнейшем кино становится всё более драматичным и утомляющим. Испанский кинокритик и член жюри фестиваля в Сиджесе Мариона Барруль отметила, что идея фильма выглядела более выигрышно, чем её реализация в кадре.